# Pseudolithos horwoodii
Pseudolithos horwoodii är en oleanderväxtart som beskrevs av Bally och Lavranos. Pseudolithos horwoodii ingår i släktet Pseudolithos och familjen oleanderväxter. Inga underarter finns listade i Catalogue of Life.